# Crucero Marcelino Zamarrón
Crucero Marcelino Zamarrón är en ort i Mexiko.   Den ligger i kommunen Tancanhuitz och delstaten San Luis Potosí, i den centrala delen av landet, 240 km norr om huvudstaden Mexico City. Crucero Marcelino Zamarrón ligger 72 meter över havet och antalet invånare är 125.
Terrängen runt Crucero Marcelino Zamarrón är kuperad söderut, men norrut är den platt. Runt Crucero Marcelino Zamarrón är det ganska tätbefolkat, med 207 invånare per kvadratkilometer. Närmaste större samhälle är Tampate, 4,3 km väster om Crucero Marcelino Zamarrón. I omgivningarna runt Crucero Marcelino Zamarrón växer huvudsakligen savannskog.